# Buchnera namuliensis
Buchnera namuliensis là loài thực vật có hoa thuộc họ Cỏ chổi. Loài này được Skan mô tả khoa học đầu tiên năm 1906.